# Robert Rohr
Robert Nikolaus Rohr (* 4. August 1922 in Vršac, Königreich Jugoslawien; † 10. Januar 2008 in München) war ein donauschwäbischer Musikwissenschaftler, Musiker, Pädagoge und Schriftsteller.

## Leben
Rohr wuchs in Vršac auf. Er besuchte die „Private Deutsche Lehrerbildungsanstalt“ in Vrbas und legte im Jahr 1941 seine erste Lehramtsprüfung ab. Während des Zweiten Weltkriegs diente er ab Mai 1942 in der 7. SS-Freiwilligen-Gebirgs-Division „Prinz Eugen“ und später in der 11. Infanterie-Division. Am 29. April 1945 wurde er in der Schlacht um Berlin schwer verletzt. Als Volksschullehrer konnte er nach dem Krieg ab 1948 in der Oberpfalz arbeiten. 1952 zog er nach München und war dort als Lehrer und bald auch als Rektor an Sonderschulen tätig. Im Jahr 1963 heiratete er Margarete Weilinger, die aus Weißkirchen stammte und ebenfalls als Lehrerin an einer Sonderschule arbeitete. Beide waren bis 1984 im Schuldienst tätig. Zusätzlich zu seinem schulischen Engagement war Robert Rohr ein begeisterter Musiker und leitete über 20 Jahre  die Band „Original Donauschwaben“ mit dem „Donau-Duo“. Die Gruppe veröffentlichte mehrere Schallplatten mit Blasmusikliedern, für die Robert Rohr die Texte schrieb. Außerdem setzte er sich intensiv mit kulturellen und musikwissenschaftlichen Themen auseinander. So untersuchte er ab 1960 die Musik und Kultur der Donauschwaben und veröffentlichte Bücher zu diesem Thema. Das kulturelle und musikalische Interesse von Robert Rohr hat musikwissenschaftliche Werke über die Donauschwaben hervorgebracht. Seine Methode zum Lesen und Schreiben lernen bleibt bis heute ein wertvolles Arbeitsmittel für Eltern und Pädagogen. Robert Rohr starb am 10. Januar 2008  in München.

## Werk
Rohr entwickelte einen spielerischen Ansatz zum Lesen und Schreiben Lernen. Auch Kinder mit Lese- und Rechtschreibschwächen sollten so lesen und schreiben können. Seine Methode basiert auf spielerischem Lernen und verknüpft dabei auditive und visuelle Eindrücke mit Gesten. Da jedes Kind unterschiedlich lernt, werden verschiedene Sinne angesprochen. Das erleichtert allen Lerntypen das Entdecken und Einprägen der Buchstaben und Laute. Robert Rohrs Stärke war es, gerade solchen Kindern den Lernstoff nahe zu bringen, denen es schwerfiel, gesprochene Sprache in Schrift und umgekehrt umzuwandeln. Auch schwache Schüler (z. B. mit einer Lese- und Rechtschreibschwäche, früher Legasthenie genannt) werden an das Lesen und Schreiben herangeführt. Die Laute werden mit verschiedenen Sinnesassoziationen verbunden: Neben dem Hören und dem Sehen sind auch Handbewegungen Teil der Lernmethode. Das erhöht den Lerneffekt und die Laute und Buchstaben bleiben besser im Gedächtnis. Die Methode von Robert Rohr ist vor allem für seine Zeit erstaunlich, in der pädagogische Ansätze wie das spielerische Lernen und das Verbinden verschiedener Sinneseindrücke nicht alltäglich waren. Seine Ideen und Anregungen können bis heute von Pädagogen und Eltern angewendet werden.
In seinem Buch Lega und Steni – Ein Lernsystem zur Vermeidung oder Behebung der Lese- und Rechtschreibschwäche (Legasthenie) erzählt Robert Rohr die Geschichte der Geschwister Lega und Steni, die gemeinsam versuchen, ihre Probleme beim Lesen und Schreiben zu überwinden. Die Lernmethode von Robert Rohr basiert auf dem Hören, Sehen, Sprechen und Zeigen (Handzeichen bzw. Lautgebärden). So ist die Handbewegung für den Buchstaben M eine kreisende Handbewegung über den Bauch, verbunden mit einem summenden „mm“-Laut. Der Großteil des Buchs besteht aus praktischen Übungen zu den einzelnen Lauten und Buchstaben. Jeder Buchstabe wird mit einer Illustration, einer kleinen Geschichte, dem Laut und der Handbewegung erklärt. Nach jedem neuen Buchstaben folgen Übungen, die das Gelernte festigen. Robert Rohr beobachtete bei seinen Schülern, denen er anhand seiner Methode das Lesen und Schreiben beibrachte, eine Steigerung der Konzentrationsfähigkeit, des Durchhaltevermögens und der Lernbereitschaft. Das Buch erschien erstmals im Jahr 1979 und wurde im Jahr 2010 im Rottenbücher Verlag neu aufgelegt.

## Veröffentlichungen (Auswahl)
Robert Rohr veröffentlichte im Laufe seines Lebens Gedichte, Bücher, Aufsätze und Schallplatten mit seiner Kapelle.
- Unser klingendes Erbe, Beiträge zur Musikgeschichte. Von den Anfängen bis 1918, Passavia Verlag Passau 1988.
- Die Knabenkapellen der Donauschwaben, München 1998
- Bayern und seine Donauschwaben. Musikalisch-kulturelle Berührungspunkte und Gemeinsamkeiten. Donauschwäbische Kulturstiftung, München 1991. ISBN 3-926276-15-0
- Unser klingendes Erbe Band II – Aus dem Musikleben der Donauschwaben von 1918 bis zur Gegenwart. Chemnitzer Verlag, Zwickau 1994. ISBN 3-926276-20-7
- Späte Ernte (Gedichte), 1996
- Blasmusik der Donauschwaben in historischen Aufnahmen. Donauschwäbische Kulturstiftung, München 1999. ISBN 3-926276-38-X
- Spätlese (Gedichte und Geschichten), 2002
- Die Donauschwaben und Baden Württemberg: musikalisch-kulturelle Berührungspunkte und Gemeinsamkeiten, 2004
- "Unsere Lieder" (CD), 2004
- Besinnliche Stunden (Gedichte), 2005